# Cratere Esterica
Esterica  è un cratere sulla superficie di Venere.